# Elida Almeida
Elida Almeida (sinh năm 1993) là ca sĩ người Cabo Verde.

## Tiểu sử

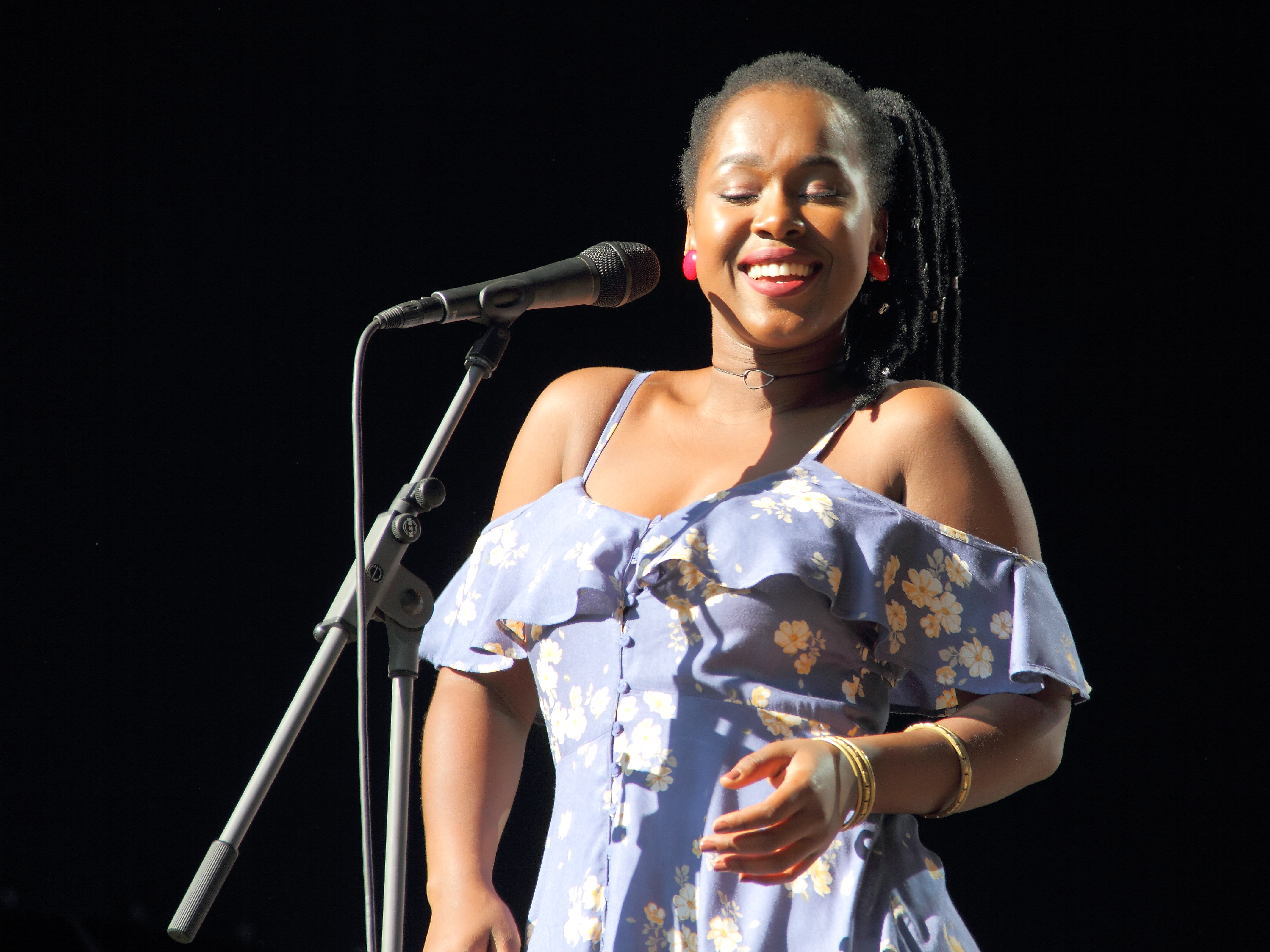
Elida Almeida tại Lễ hội Rudolstadt 2018

Elida sinh ra tại Pedra Badejo, phía đông đảo Santiago. Cô trải qua những năm tháng tuổi thơ với nhiều khó khăn, thiếu thốn do sống ở vùng núi Santiago. Năm 17 tuổi, cô tham gia hát tại nhà thờ. Trong cuộc sống hằng ngày, cô chỉ có thể nghe tin tức qua radio do nơi cô sinh sống không có điện hay nhu yếu phẩm. Cô làm việc trong các chương trình bình luận trên radio, đặc biệt là chuyên mục bình luận cùng các DJ. Cô bắt đầu soạn album Nta Konsiqui 
Elida trình diễn tại các buổi hòa nhạc địa phương và hát tại các quán bar ở Cabo Verde. Đó cũng chính là sự kiện đánh dấu điểm bắt đầu sự nghiệp của cô. Nhà sản xuất Jose da Silva, một người Pháp gốc Cabo Verde trước đây làm việc với ca sĩ Cesária Évora, quan tâm đến sự nghiệp của Elida. Phong cách của cô rất khác với ca sĩ nổi tiếng thể loại nhạc morna-coladeira do chịu ảnh hưởng lớn từ thể loại funaná, batuque. Đó là những thể loại nhạc mà nhịp điệu được tạo nên bởi những người nô lệ từ nhiều thập kỷ trước đó. Hai năm sau, cô thực hiện album đầu tiên mang tên Ora doci, Ora margos. Tháng 12 năm 2014, cô trình diễn tại Bồ Đào Nha và Pháp, sau đó cô thực hiện buổi hòa nhạc đầu tiên trong sự nghiệp của mình tại Pháp và Hoa Kỳ. Năm 2015, cô tham gia Festival Musiques Métisses ở Angoulême và lần đầu tiên cô trình diễn trên sân khấu ở Paris. Tháng 11 năm 2015, cô được ban giám khảo do ca sĩ người Mali Oumou Sangaré chủ trì, đề cử và đoạt giải tại lễ trao giải RFi. Cô tham gia Festival des musiques urbaines d'Anoumabo (FEMUA - Lễ hội âm nhạc đô thị Anoumabo) tại Abidjan, Bờ Biển Ngà.
Elida Almeida xuất hiện tại Lễ trao giải Âm nhạc Cabo Verde năm 2016 (CVMA) cùng với Hélio Batalha. Một tháng sau, cô đến Lễ hội Âm nhạc Jazz tại Kinshasa.

## Danh sách đĩa hát

### Album
- Ora doci, Ora Margos (tháng 12 năm 2014 - được phát hành bởi Harmonia tại Cabo-Verde) [7]
- Ora doci, Ora Margos (Tháng 5 năm 2015 - được phát hành bởi Lusafrica trên toàn thế giới)
- Kebrada (tháng 10 năm 2017 - được phát hành bởi Lusafrica)

### Độc diễn
- "Txika" (tháng 7 năm 2016 - Lusafrica) [8]
- "Di Mi Ku Di Bo" (tháng 1 năm 2017 - Lusafrica) [9]
- "É Zonban" kỳ công. Djodje (tháng 7 năm 2017 - Lusafrica) [10]

### Duet
- "Nhu Santiagu" với Lura trong album Herança (2015)

## Phối hợp với các nghệ sĩ khác
Cô hợp tác với Nelly Cruz chơi guitar bass; Diego Gomes chơi keypad, Magik Santiago chơi trống và Hernani Almeida chơi guitar. Họ sản xuất album đầu tiên mang tên Ora doci, ora morgas 